# Gmax
 (septembre 2012).
Gmax est un logiciel de modélisation 3D édité par Autodesk.
C'est une version simplifiée de 3D Studio Max distribuée gratuitement mais n'ayant de base qu'un format de fichier spécifique. Son intérêt est de pouvoir être complété par des modules de conversion vers des jeux PC ouverts. Il devient alors possible de modéliser des scènes, des objets, des personnages qui seront inclus dans ces jeux.
Les modules de jeux existants sont fournis avec les jeux :
- Microsoft Flight Simulator 2002
- Microsoft Combat Flight Simulator
- Microsoft Train Simulator
- Microsoft Tennis Masters
- Auran TrainZ
- Microsoft Dungeon Siege
- Microsoft Impossible Creatures
- EA C&C Renegade
- Quake
- Simcity 4
- Trackmania

C'est l'éditeur du jeu qui achète une licence globale de Gmax et vend le module spécifique avec le jeu.
L'installation de Gmax nécessite un enregistrement et l'obtention d'une clé logicielle pour fonctionner. Fin 2005, Autodesk a annoncé son intention de mettre fin à cette distribution qu'il considérait comme non rentable. Sous la pression d'autres éditeurs, le logiciel Gmax reste distribué sur le site TurboSquid.